# 鈴木三好
鈴木 三好（すずき みよし、1935年 - 2019年9月27日）は、神奈川県藤沢市出身の元アマチュア野球選手、監督である。ポジションは投手。

## 来歴・人物
藤嶺藤沢高等学校、法政大学を経て、神奈川大学に転校する。大学卒業後は、社会人野球のリッカーに入団する。現役時代は下手投げの投手として活躍した。
1959年から1998年までに神奈川大学の監督を務め、神奈川大学野球リーグでは40回のリーグ優勝を遂げ、日米大学野球日本代表のコーチも務めた。